# 染匠街 (阿维尼翁)
染匠街（Rue des Teinturiers）是阿维尼翁古城内的一条街道，临索格河（Sorgue），其水源来自沃克吕兹运河，经圣灵塔流入城内。从14世纪到19世纪，这条街的制造业相当活跃，二十三个水车轮为磨坊和和纺丝厂提供电源，其河水被染坊用来洗涤和冲洗仿印度花布。虽然这里今天只有四个水车，但是仍被阿维尼翁人称为“水车轮街”（Rue des Roues）。这条街地面铺设鹅卵石，沿街种植悬铃木。在阿维尼翁戏剧节期间，为这座教皇城市的旅游景点之一。沿街有四处著名古迹：密码四大楼（maison du IV de Chiffre）、让-亨利·法布尔故居、灰色忏悔小堂（chapelle des Pénitents Gris）以及科德利埃修道院钟楼，是一处教堂的遗迹，这里埋葬了弗朗切斯科·彼特拉克所终生爱慕的劳拉。

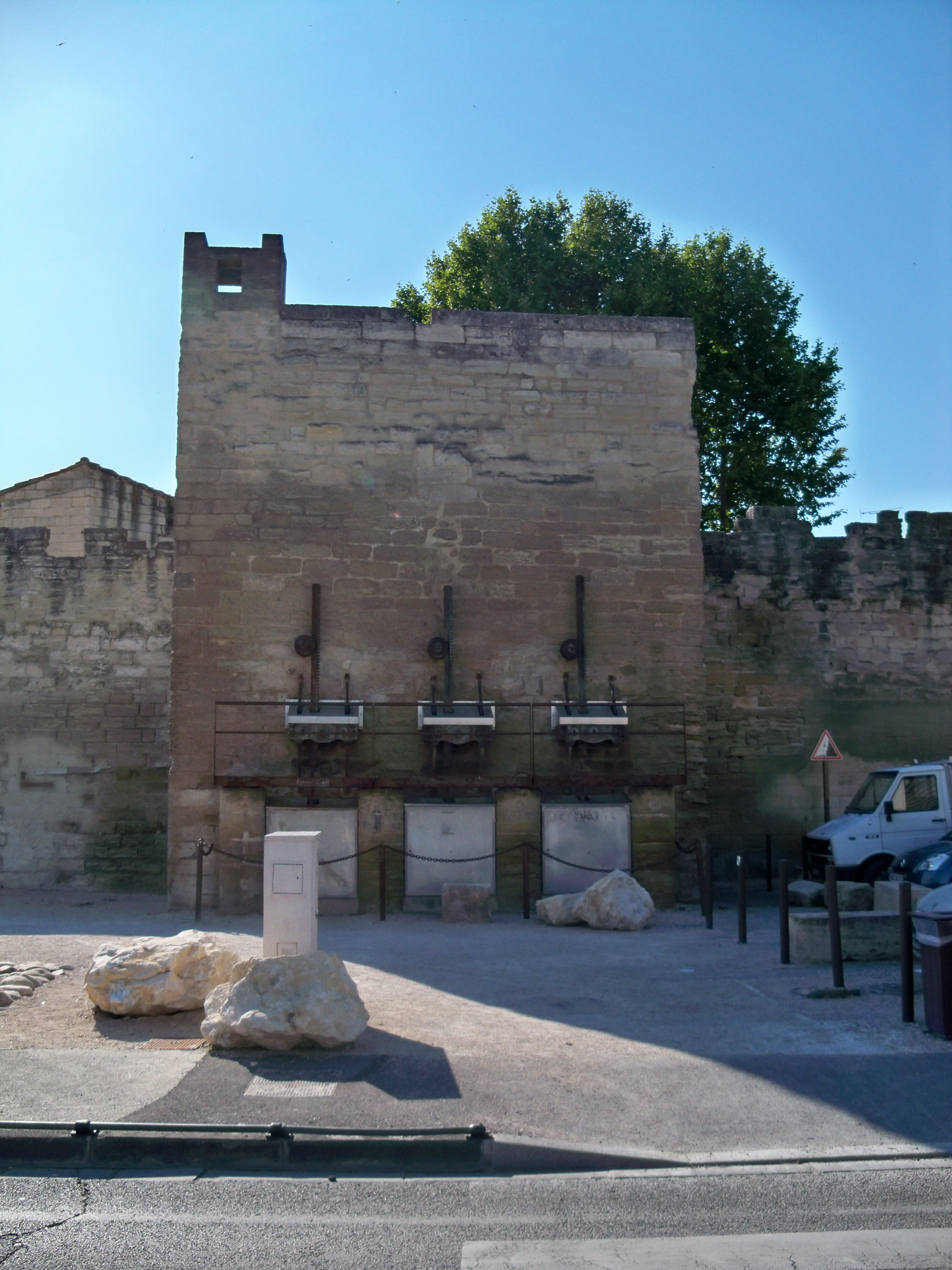
圣灵塔
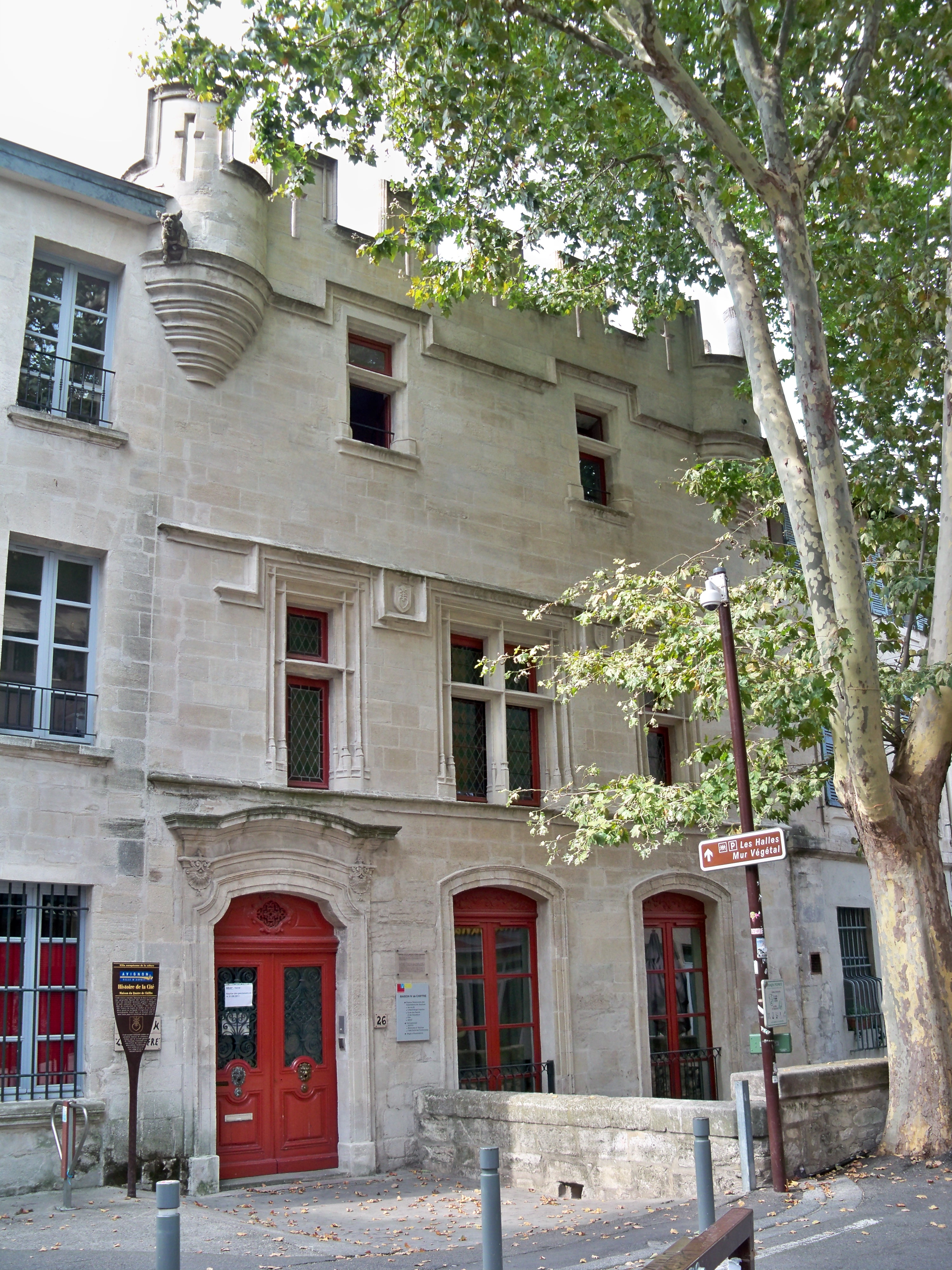
密码四大楼
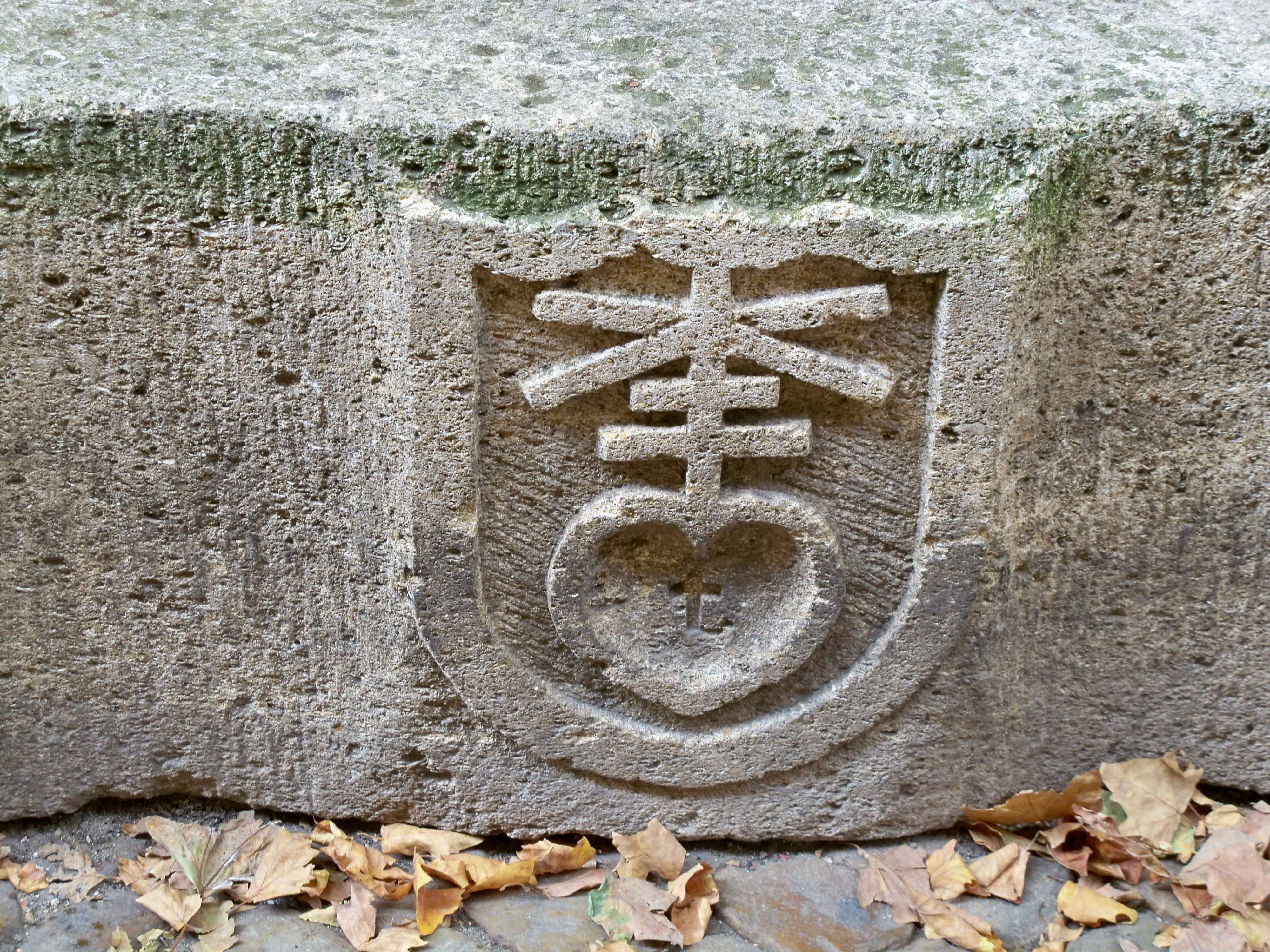
密码四
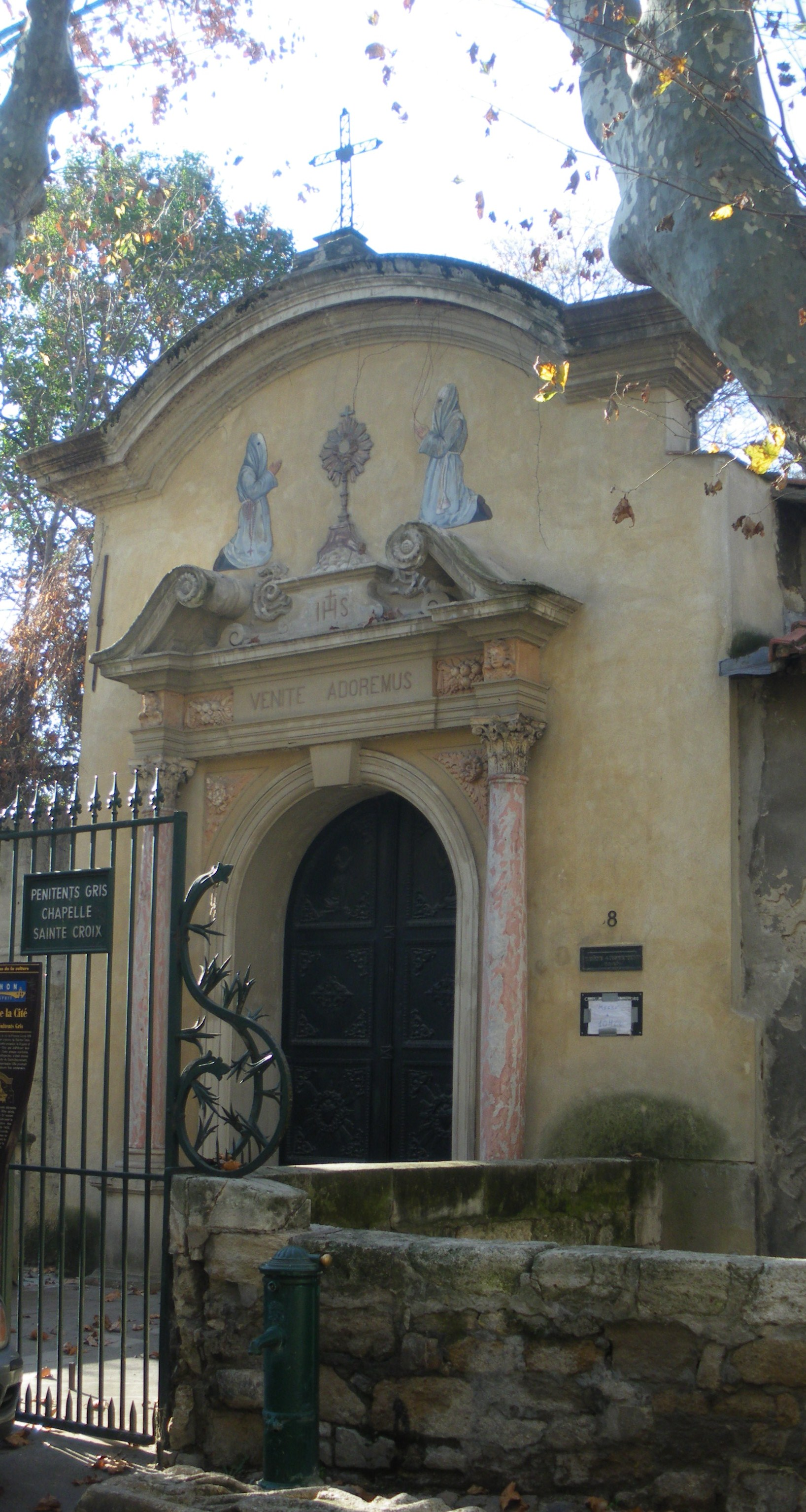
灰色忏悔小堂